# Ohmenkapelle

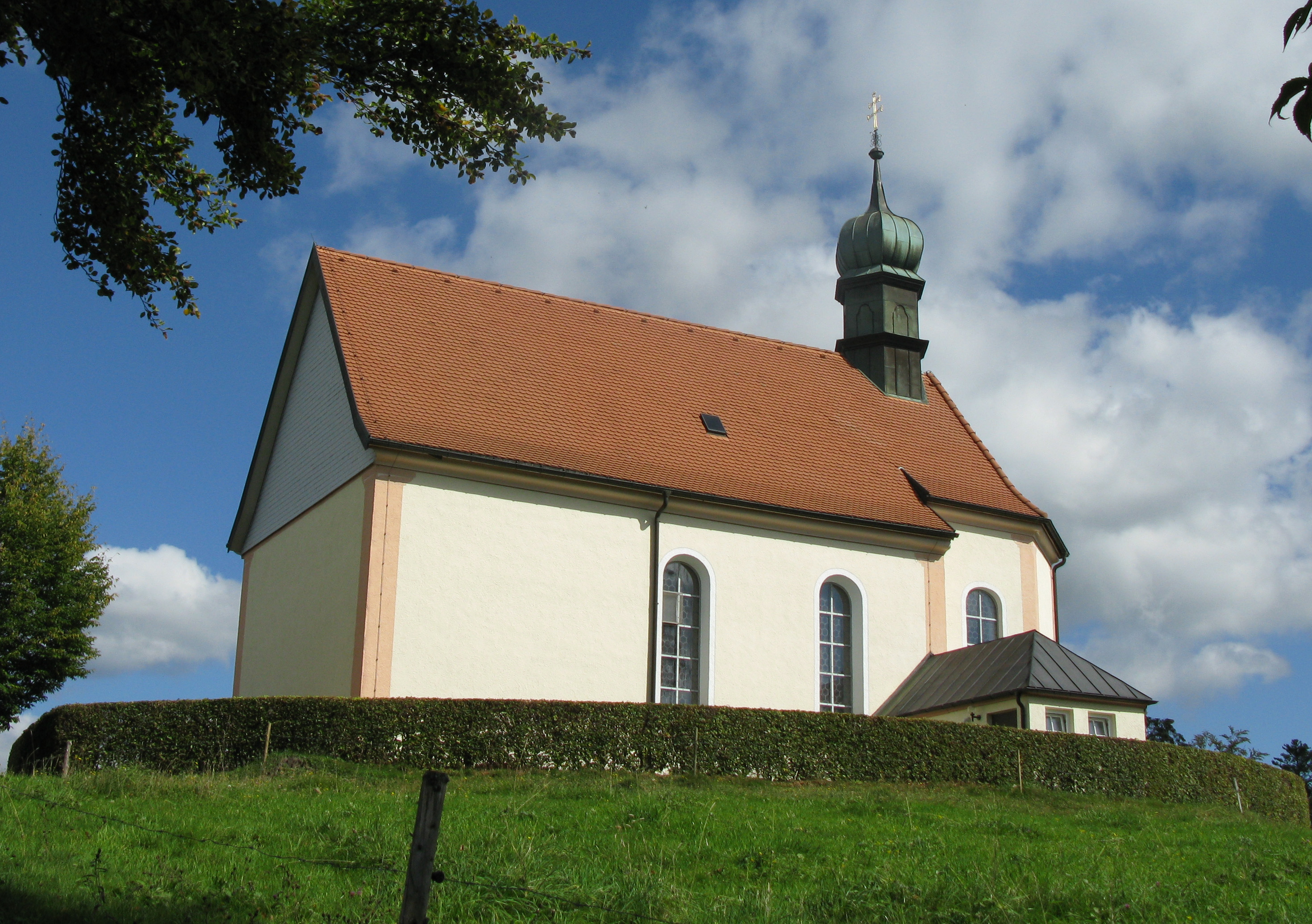
Ohmenkapelle von Südost

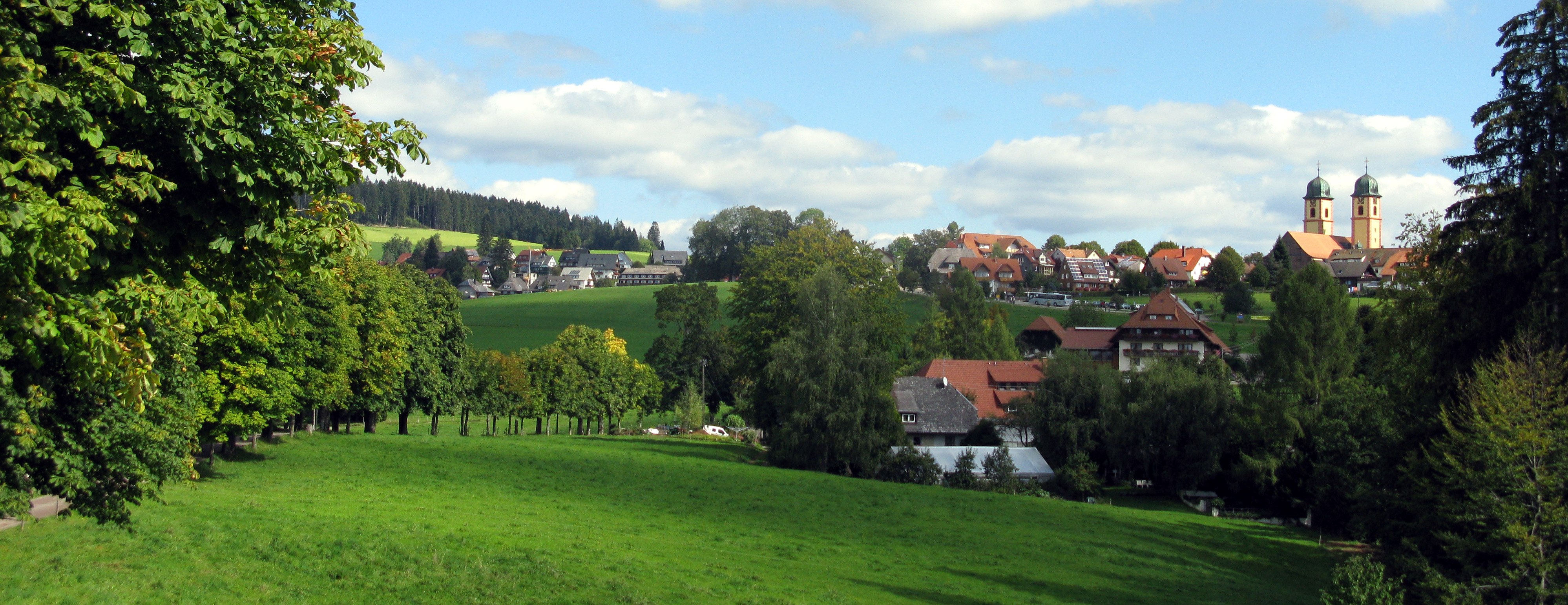
Blick von der Ohmenkapelle nach St. Märgen

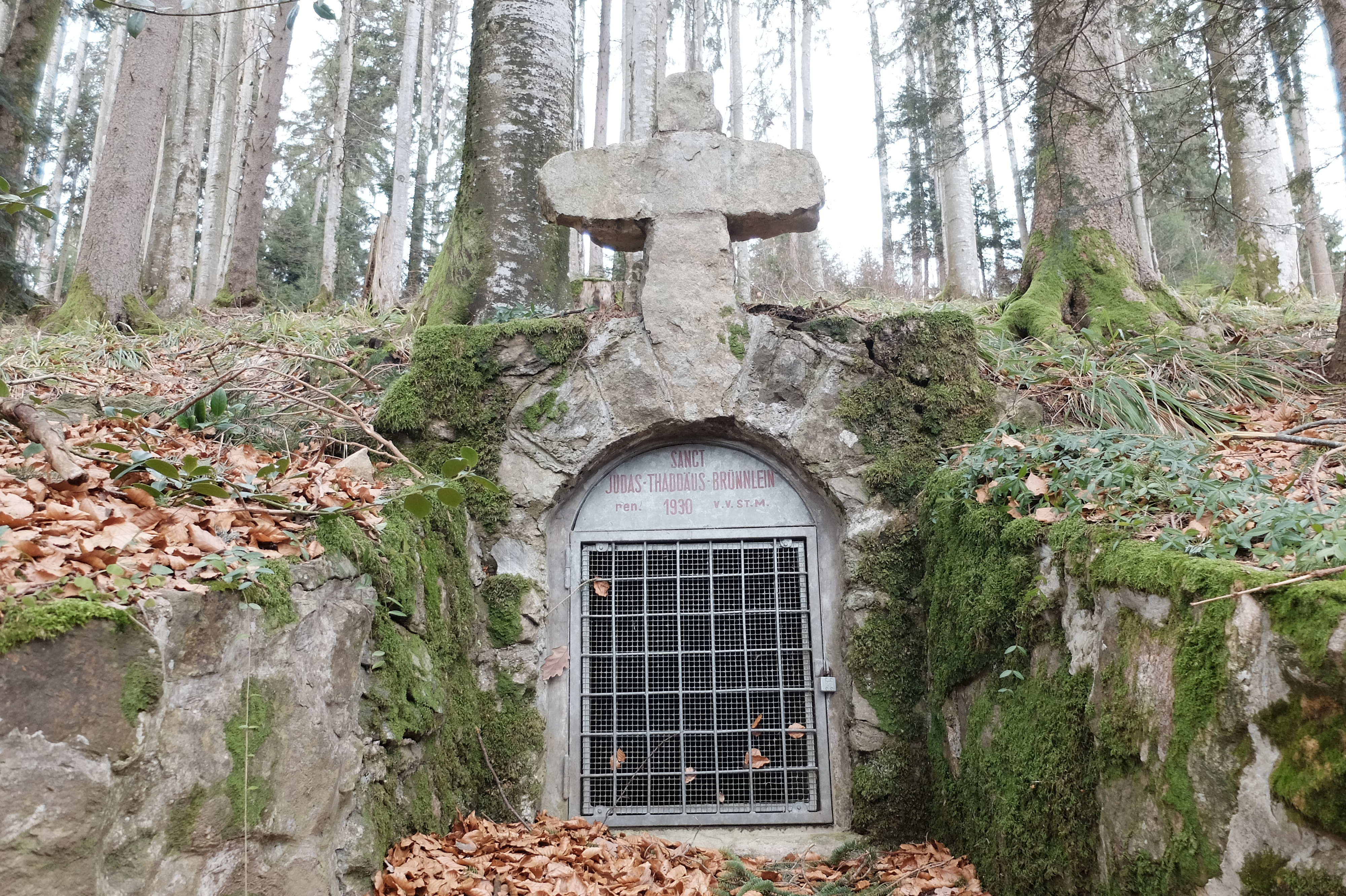
Sanct Judas-Thaddäus-Brünnlein

Die Ohmenkapelle ist eine dem Apostel Judas Thaddäus geweihte Kapelle auf dem Ohmenberg, etwa 800 m südwestlich des Schwarzwald-Dorfs St. Märgen. Sie wurde von dem um 1118 gegründeten ehemaligen Augustiner-Chorherrenstift St. Märgen betreut und gehört heute kirchenrechtlich zur Seelsorgeeinheit St. Märgen-St. Peter des Erzbistums Freiburg. Bekannt ist sie wegen der Rokoko-Schnitzereien des Bildhauers Matthias Faller, der einige Zeit in St. Märgen lebte. Die Werke sind heute durch Formengipskopien ersetzt. Im Wald südlich unterhalb der Kapelle findet man das „Sanct Judas-Thaddäus-Brünnlein“.

## Geschichte
Als Bernhard von Clairvaux 1146 in den Breisgau reiste, um zum zweiten Kreuzzug aufzurufen, soll er eine Judas Thaddäus-Reliquie mit sich getragen haben. Sein Reisebegleiter Hermann von Arbon, als Augustiner-Chorherr von St. Ulrich und Afra Kreuzlingen und Bischof von Konstanz dem Stift St. Märgen eng verbunden, könnte dort die Verehrung des Apostels angeregt haben.

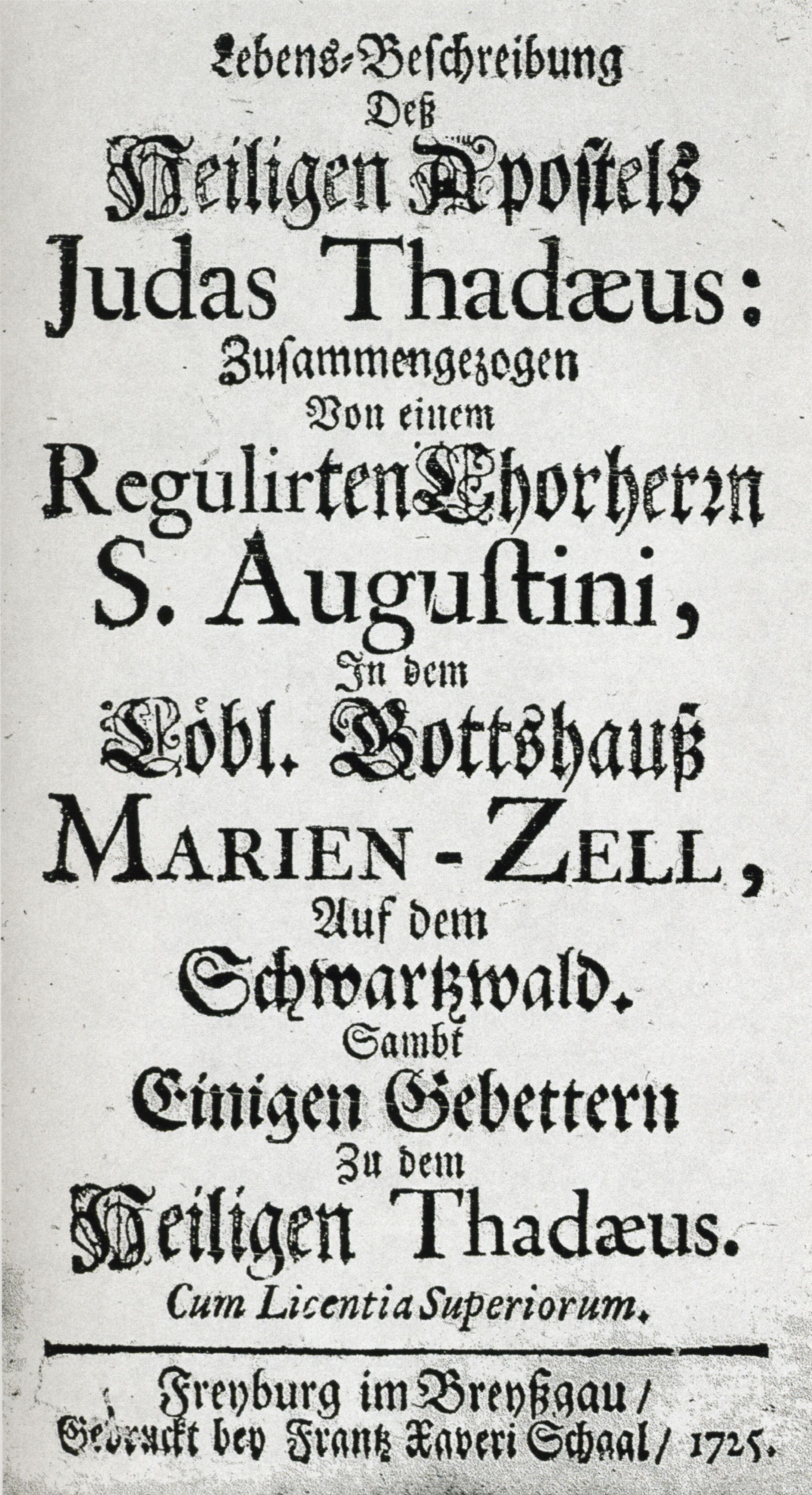
Judas Thaddäus-Gebetbüchlein von 1725
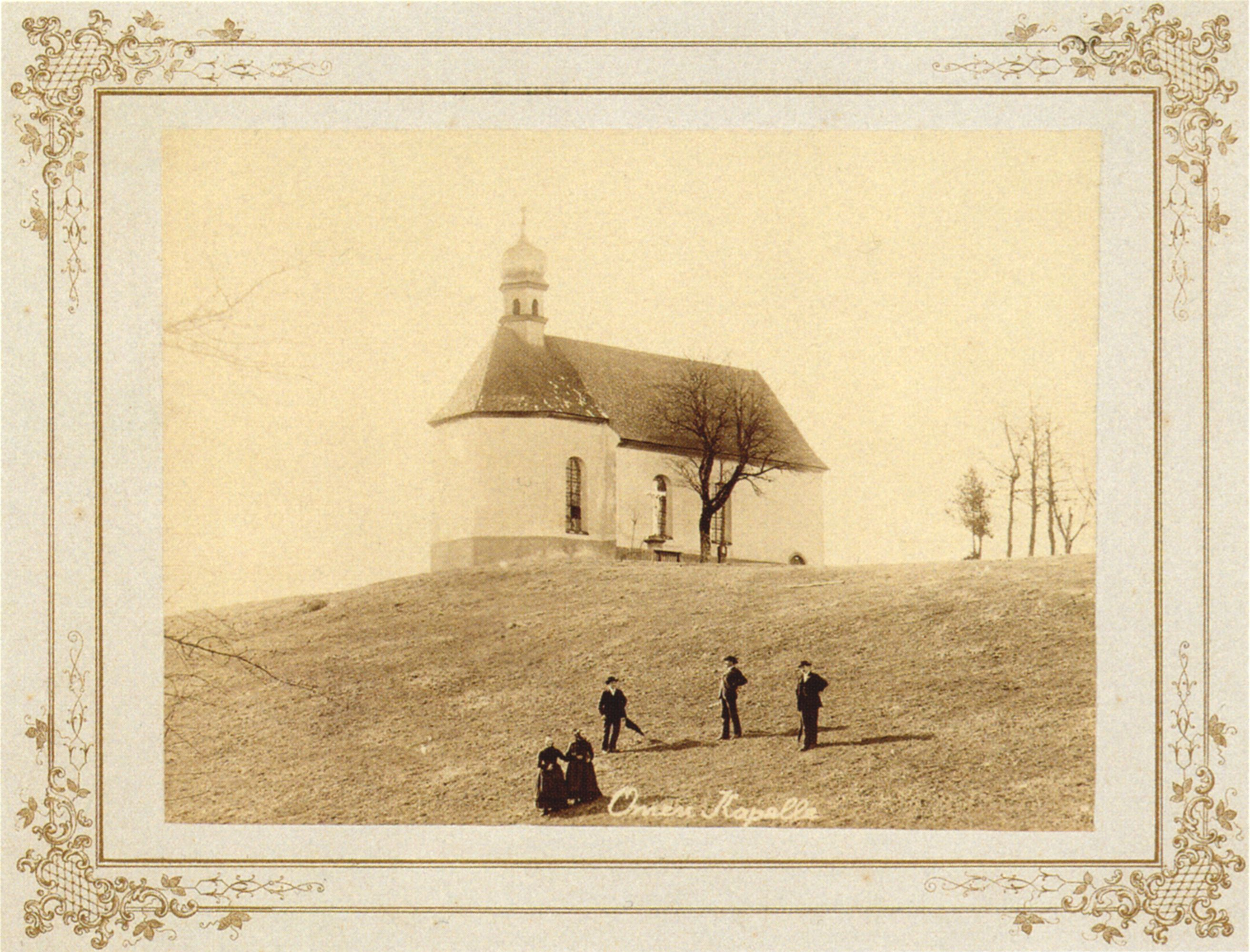
Ohmenkapelle um 1900

Judas Thaddäus besonders zugewandt war Andreas Dilger (1665–1736), Propst und später Abt des Stifts von 1713 bis 1736. Am 16. September 1722 erhielt er von den Kartäusern in Freiburg im Breisgau eine Reliquie des Heiligen und am 18. September vermerkte er in seinem Tagebuch: „<Ich habe> mich wegen der Ischiaticae, welche mich schon 3 bis 4 Wochen sehr hart incomodiret, widerumb ins Bett legen müssen. Die folgende Täg ist es alleweil schlimmer worden, und ist endlich ein Colica darzu kommen, welche über alle angewandte Medicin nit weichen wollte. Ich nahme meine Zuflucht zu meinem heiligen Schuzengel und dem heiligen Apostel Judas Thadaeus, welche mir dann von Gott die Gesundheit widerumb erbetten haben und den 23ten ist die Krankheit gebrochen nachmittag um 5 Uhr.“ 1726 ließ Dilger eine wohl schon ins Mittelalter zurückgehende Kapelle auf dem Ohmen in einfachster Ausführung neu errichten, und am 9. Juli 1734 legte er den Grundstein zur heutigen, größeren „Kapelle des Apostels Judas Thaddäus, zugleich auch zu Ehren der seligen Jungfrau Maria, ihres jungfräulichen Verlobten Josef, aller hll. Engel, aller hll. Büßer und der hll. vierzehn Nothelfer.“ Baumeister war Matthäus Fehrenbach aus St. Märgen. Die Schreinerarbeiten zu den drei Altären leistete vermutlich Johann Martin Hermann (um 1700–1782) aus Villingen, die Schnitzereien und die Figuren Matthias Faller, der von 1735 bis 1737 zum ersten Mal als „Bruder Floridus“ im Kloster wohnte. Abt Dilger starb vor der Fertigstellung.
Die Weihe vollzog sein Nachfolger Peter Glunk (1696–1766), Abt von 1736 bis 1766, der am 28. Oktober 1736 notierte: „habe ich die Capellam St. Judä Thadäi benediciert und aldorth die hl. Meß gelesen. Auch zugleich ein Particul vom hl. Juda Thadäo exponiert, welches ein Knochen von einer Hand ware; und mir solches Heylthum die HH. PP. Cartusiani verehrt haben.“ Die Stuckzierate von Franz Joseph Vogel (1684 oder 1686–1756) kamen erst später hinzu, ebenso – 1757 – die Deckengemälde Johann Pfunners (zw. 1713 und 1716–1788).
Nach einer Restaurierung erhielt die Kapelle 1968 von Papst Johannes XXIII. eine weitere kleine Judas-Thaddäus-Reliquie. Die jüngste Restaurierung erfolgte 2001 bis 2002.

## Gebäude und Ausstattung
Ein Kreuzweg, ursprünglich mit vierzehn Reliefs von Matthias Faller, führt von St. Märgen zu dieser Kapelle. Sie ist ein geostetes Gebäude mit Satteldach über dem Kirchenschiff und eingezogenem polygonal schließenden Chor. Über diesem sitzt mittig ein mit Zwiebelhaube gedeckter Dachreiter. Dort hängt eine Glocke von 1749 eines unbekannten Gießers mit 451 mm Umfang und einem Gewicht von etwa 55 kg. Der Schlagton ist as″+3.

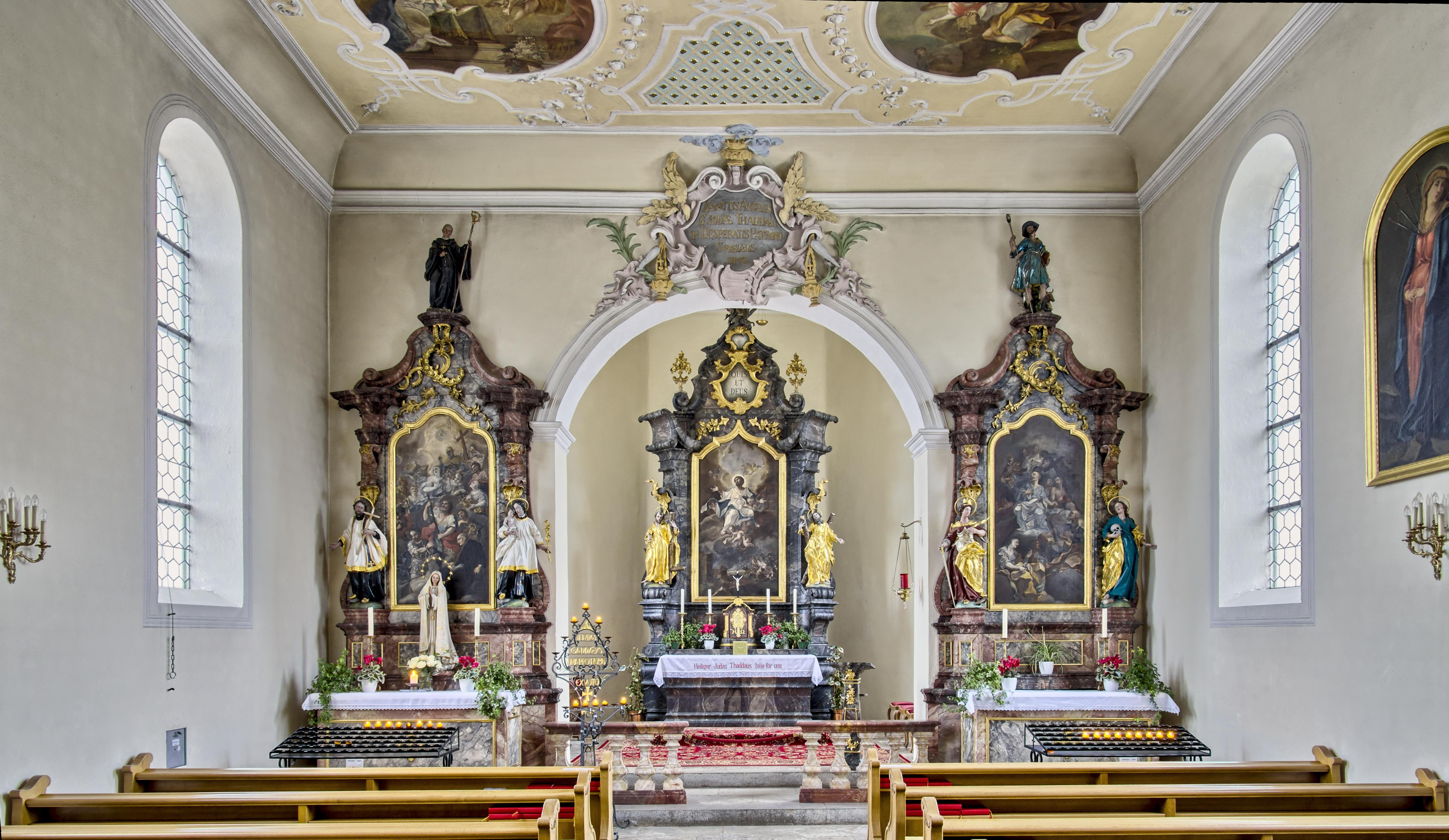
Inneres Richtung Chor
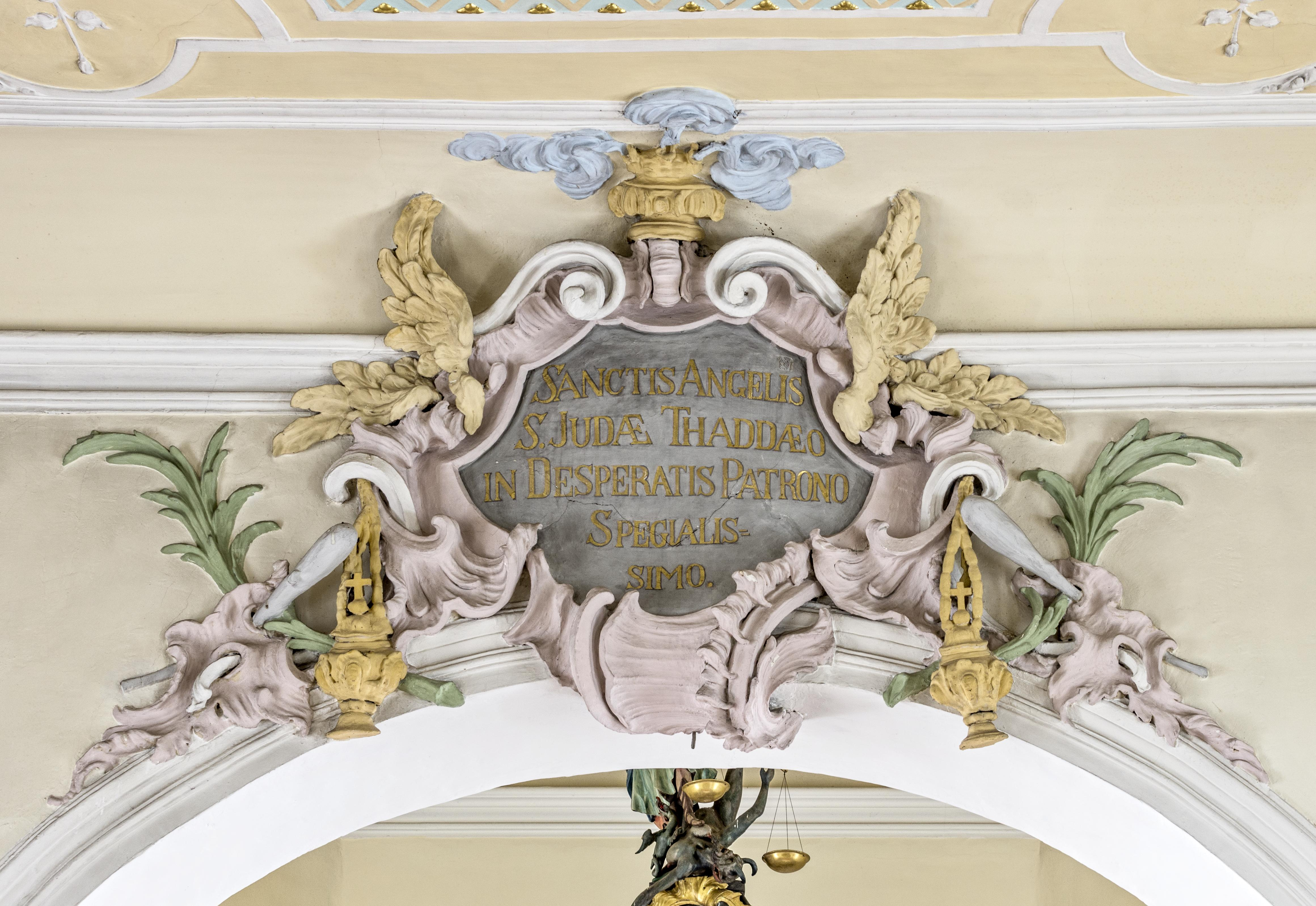
Schild über dem Chorbogen
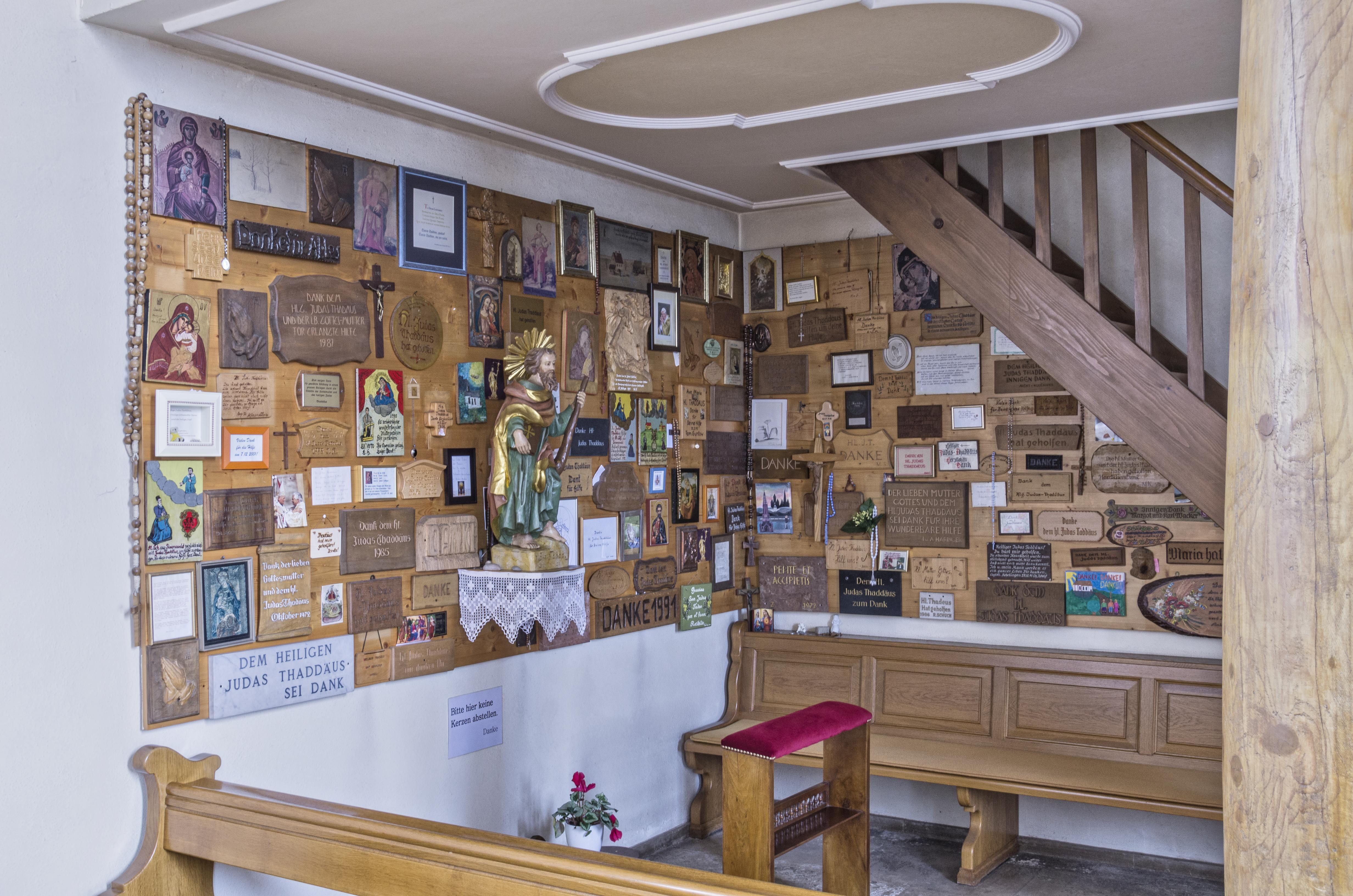
Votivgaben
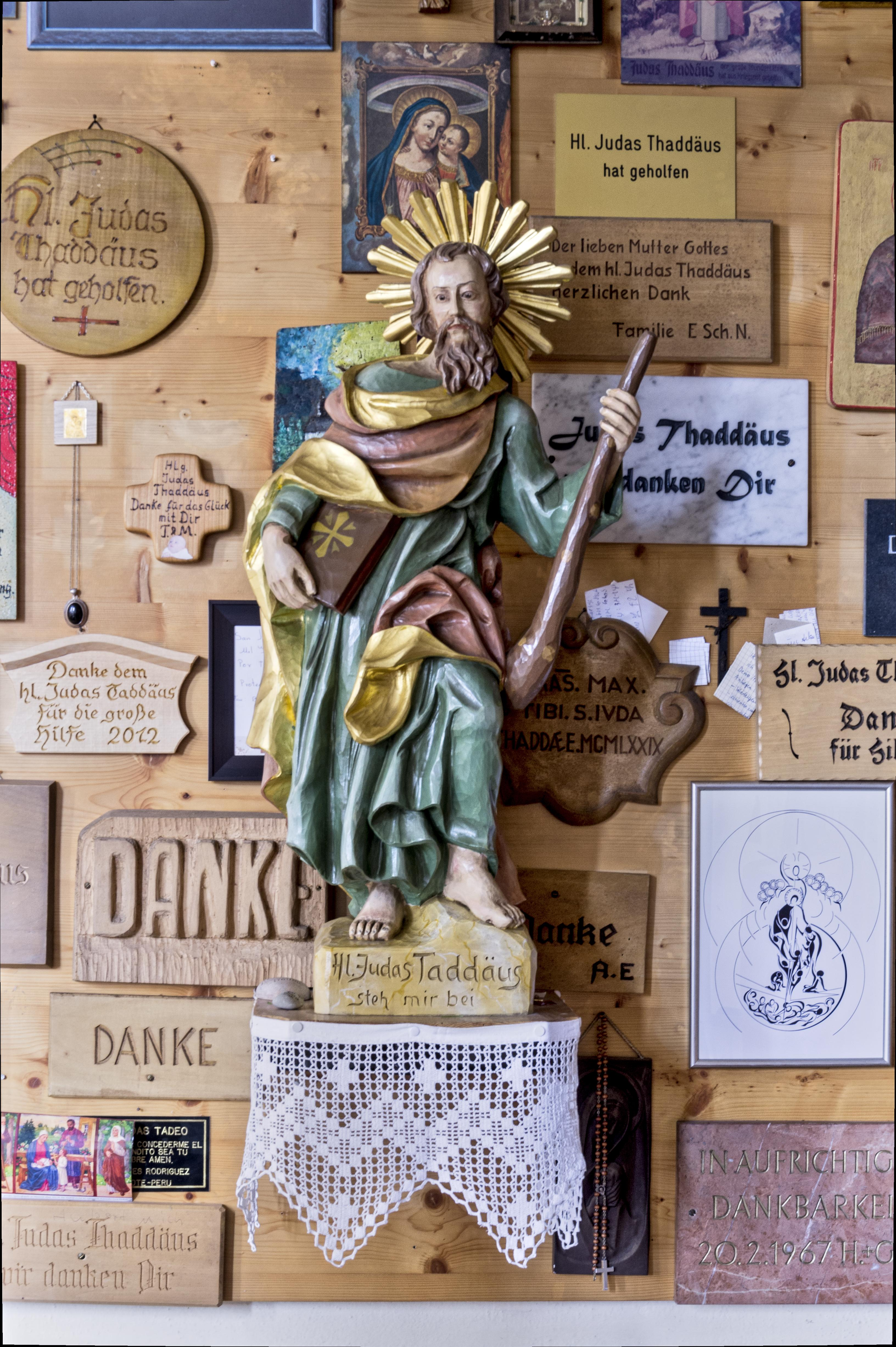
Thaddäus
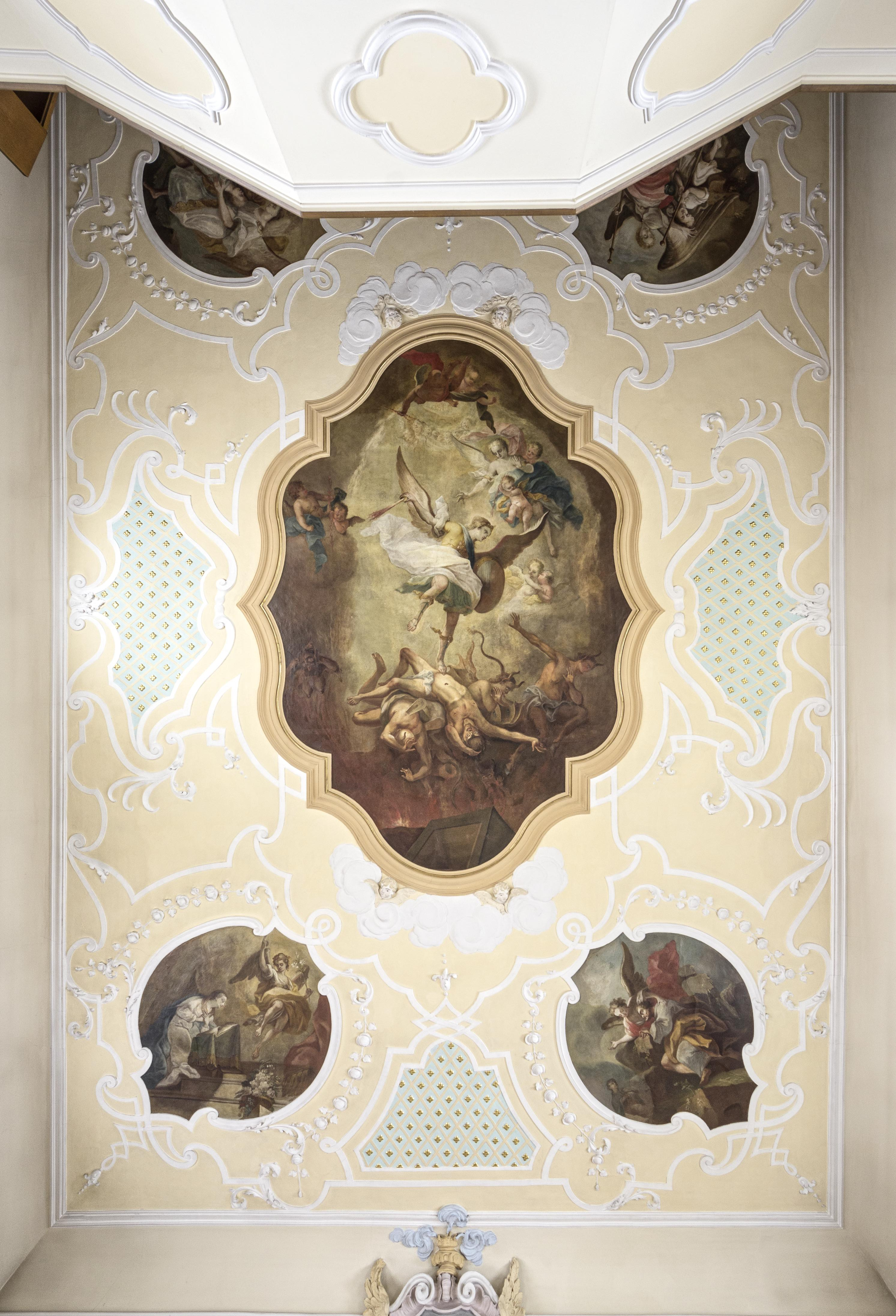
Decke des Kirchenschiffs

Franz Joseph Vogel zierte die Decke mit Bandel- und Gitterwerk, Blatt- und Blütengehängen, Rahmen für ein großes Bild und vier kleine Bilder sowie einem prächtigen Schild über dem Chorbogen. Pfunner malte Engelbilder in die Rahmen – auch „allen heiligen Engeln“ hatte Abt Dilger ja die Kapelle zugedacht. In der Mitte stürzt der Erzengel Michael die gefallenen Engel in die Hölle. Im südöstlichen Bild verkündet Gabriel Maria die Ankunft Jesu (Lk 1,26–38 ); im nordöstlichen Bild beauftragt ein Engel Joseph, Maria als seine Frau zu sich zu nehmen (Mt 1,18-25 ); die beiden westlichen Bilder zeigen Schutzengel.

Hochaltar
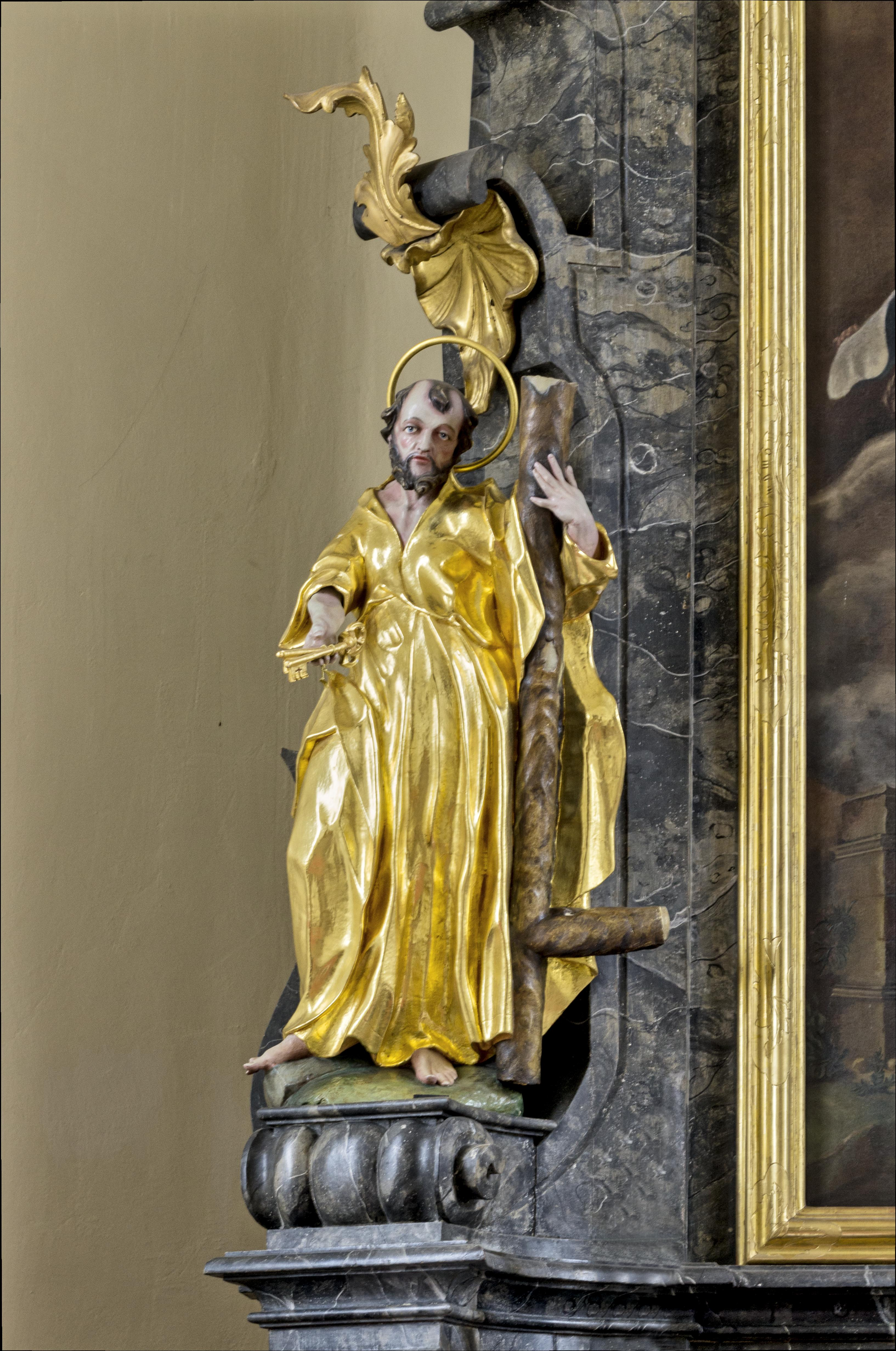
Petrus
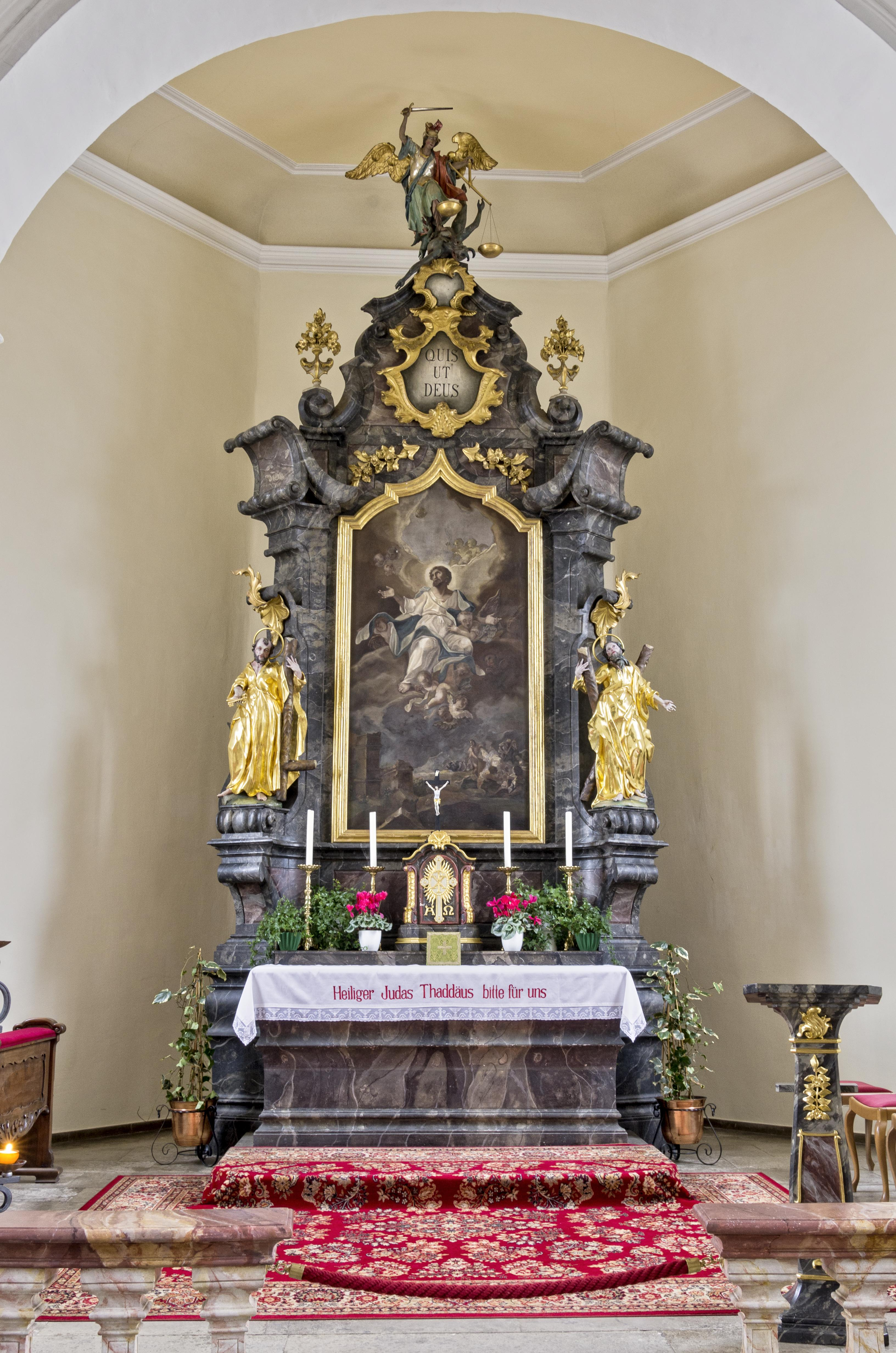
Hochaltar
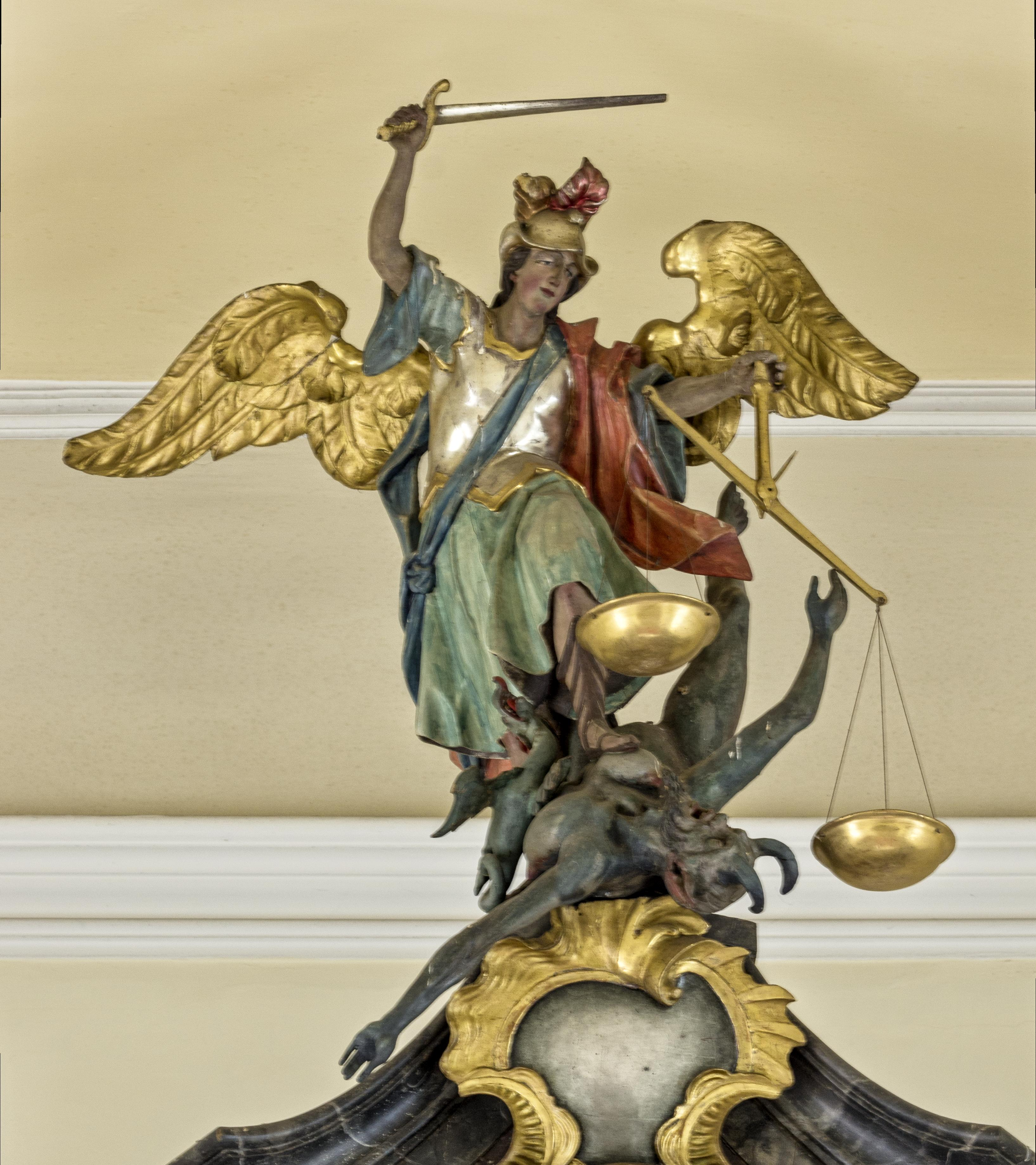
Michael mit der Seelenwaage
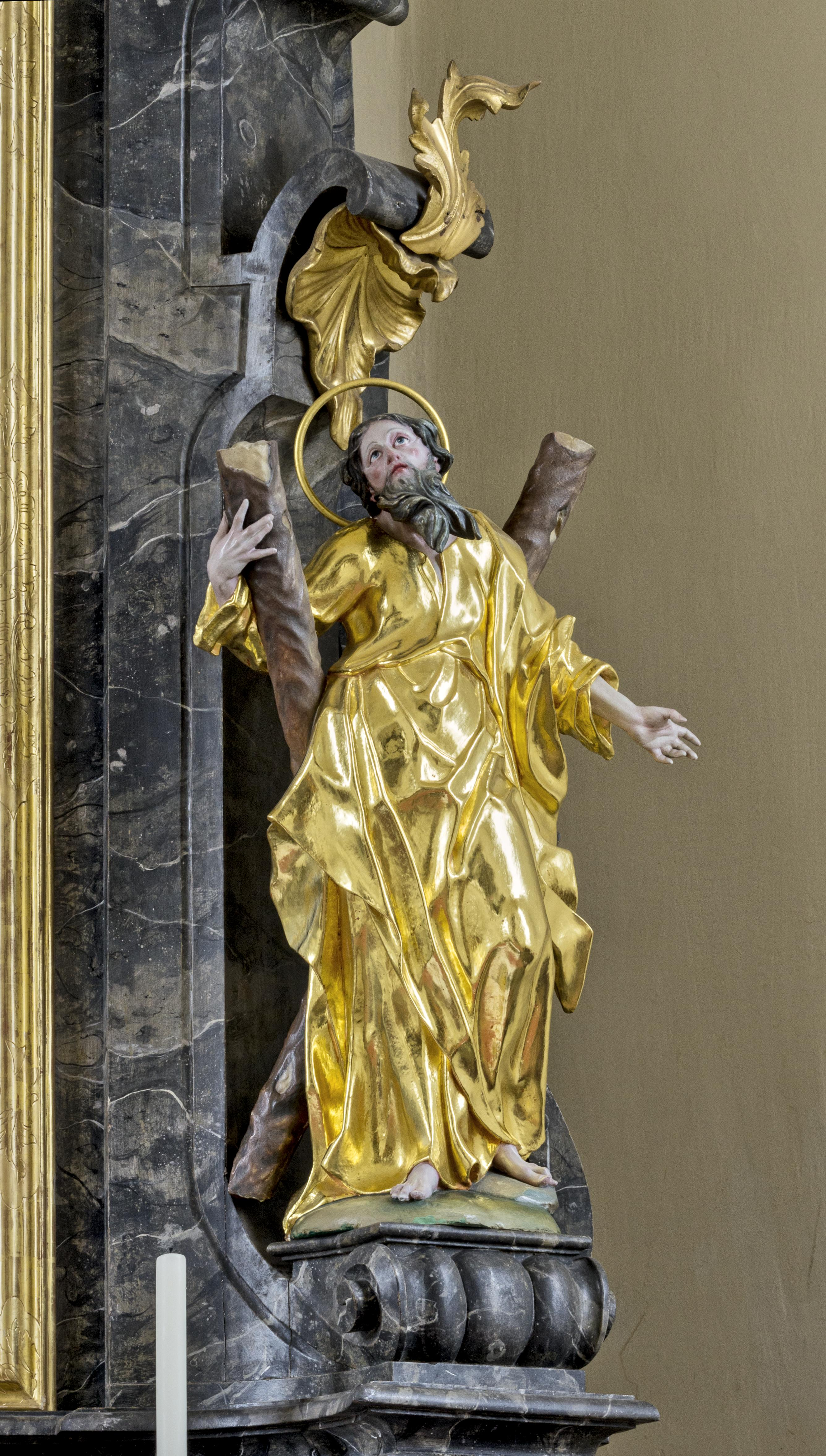
Andreas

Das Hochaltarbild – Martyrium und Verherrlichung des Judas Thaddäus – könnte wie die Bilder der Seitenaltäre von Hans Michael Saur (1692–1745) stammen. Links steht mit seinen Schlüsseln und dem umgekehrten Kreuz seiner Hinrichtung Fallers Petrus, rechts mit dem Andreaskreuz seiner Hinrichtung der Apostel Andreas. Auf der Spitze besiegt Michael, eine Seelenwaage in der Hand, ein weiteres Mal den Teufel.
Das Gemälde des linken Seitenaltars zeigt die heiligen vierzehn Nothelfer. Die Figuren sind links der heilige Johannes Nepomuk, in Talar, Rochett und Stola gekleidet und ein Kreuz in der Hand, rechts der heilige Stanislaus Kostka in Talar und Rochett, das Jesuskind auf dem rechten Arm und eine Lilie in der linken Hand. Auf der Spitze steht der heilige Magnus von Füssen als Benediktiner mit seinem Stab, mit dem er Ungeziefer zu vertreiben wusste.
| - Linker Seitenaltar - Johannes Nepomuk - Stanislaus Kostka |  |  | - Rechter Seitenaltar - Katharina von Alexandria - Maria Magdalena |

Das Gemälde des rechten Seitenaltars zeigt Menschen, die durch Reue und Buße zum Heil kamen, darunter der heilige Petrus, rechts neben ihm der reuige Schächer (Lk 23,40-43 ), unten links die heilige Maria Magdalena, rechts König David mit seiner Harfe. Links steht die heilige Katharina von Alexandrien, die Wolfgang Kleiser aus Urach (* 1936) nach einer Photographie von Fallers gestohlenem Original geschnitzt hat, rechts wieder Maria Magdalena, einen Totenschädel in der Hand. Oben krönt den Altar der heilige Wendelin mit Vieh und Hirtenstab. Die Maria Magdalena und der Wendelin sind, wie oben vermerkt, Formengipskopien von Faller Originalen.